# Trichomanes petersii
Trichomanes petersii là một loài thực vật có mạch trong họ Hymenophyllaceae. Loài này được A. Gray miêu tả khoa học đầu tiên năm 1853.